# Ų
Ų, Ųų (U ogonek) — występuje w języku litewskim. Traktowana jest jako iloczas, ale dawniej, podobnie jak ą i ę, była głoską nosową. Dziś występuje w pisowni ze względów historycznych.